# Martes caurina
La martora del pacifico (Martes caurina) è un membro nordamericano della famiglia Mustelidae.

## Tassonomia
La specie era precedentemente considerata conspecifica con la martora americana ( M. americana ), ma diversi studi che utilizzano la genetica molecolare indicano che M. caurina è una specie distinta da essa, e da allora è stata riconosciuta come tale dall'American Society of Mammalogists. Si pensa che le due specie si siano separate durante l'ultimo massimo glaciale dopo essere state isolate l'una dall'altra nei rifugi glaciali.

### Sottospecie
Sono state riconosciute 7 sottospecie sulla base della storia fossile, dell'analisi cranica e dell'analisi del DNA mitocondriale. Nessuna delle sottospecie è separabile in base alla morfologia e la tassonomia delle sottospecie viene solitamente ignorata, tranne per quanto riguarda i problemi di conservazione incentrati sulle sottospecie piuttosto che sulla distribuzione:
• M.c. caurina (Merriam)
• M.c. humboldtensis (Grinnell e Dixon)
• M.c. nesofila (Osgood)
• M.c. origenes (Rhoads)
• M.c. sierrae (Grinnell e Storer)
• M.c. vancouverensis (Grinnell e Dixon)
• M.c. vulpina (Rafinesque)

## Descrizione
La specie presenta anche alcune differenze morfologiche con M. americana, avendo un rostro più corto e una forma craniale più ampia.

## Distribuzione
La martora del Pacifico ha una distribuzione ampia ma frammentata in tutto il Nord America occidentale; si pensa che questa distribuzione sia una conseguenza del modello in cui ha colonizzato nuove aree man mano che le calotte glaciali si ritiravano. La sua gamma si estende dagli arcipelaghi Alexander e Haida Gwaii a sud lungo la costa nord-occidentale del Pacifico fino alla contea di Humboldt, in California , e ad est fino alle Montagne Rocciose meridionali , arrivando fino al New Mexico. È nota l'esistenza di un'ampia zona ibrida tra le martore del Pacifico e quella americana nelle montagne della Columbia , così come Kupreanof eIsole Kuiu in Alaska . La specie è nota per abitare foreste di latifoglie e conifere in aree come il Pacifico nord-occidentale degli Stati Uniti , e attraverso le Montagne Rocciose e la Sierra Nevada .

## Ecologia
Nella California nord-orientale, trascorre più tempo viaggiando e cacciando in estate che in inverno, suggerendo che la ridotta attività invernale potrebbe essere correlata allo stress termico e alimentare o potrebbe essere il risultato di un maggiore consumo di prede e della conseguente diminuzione del tempo trascorso a cercare cibo. Anche nella California nord-orientale, l'attività nella stagione senza neve (maggio-dicembre) è diurna, mentre l'attività invernale è in gran parte notturna. [I movimenti giornalieri durante tutto l'anno nel Grand Teton National Park variano da 0 a 2,83 miglia (0–4,57 km), con una media di 0,6 miglia (0,9 km, osservazioni di 88 individui).

### Alimentazione
Gli uccelli sono la preda più importante in termini di frequenza e volume su Haida Gwaii, British Columbia. Il pesce può essere importante nelle zone costiere. La dieta è meno diversificata all'interno dell'areale della martora del Pacifico rispetto alla martora americana, sebbene vi sia diversità negli stati del Pacifico.